# Agrochola rubrescens
Agrochola rubrescens là một loài bướm đêm trong họ Noctuidae.